# Рудольфинские таблицы
«Рудольфинские таблицы» (лат. Tabulae Rudolphinae, также «Рудольфиевы таблицы», «Рудольфовы таблицы») — таблицы движений планет, составленные Иоганном Кеплером на основании наблюдений Тихо Браге.

## Описание книги

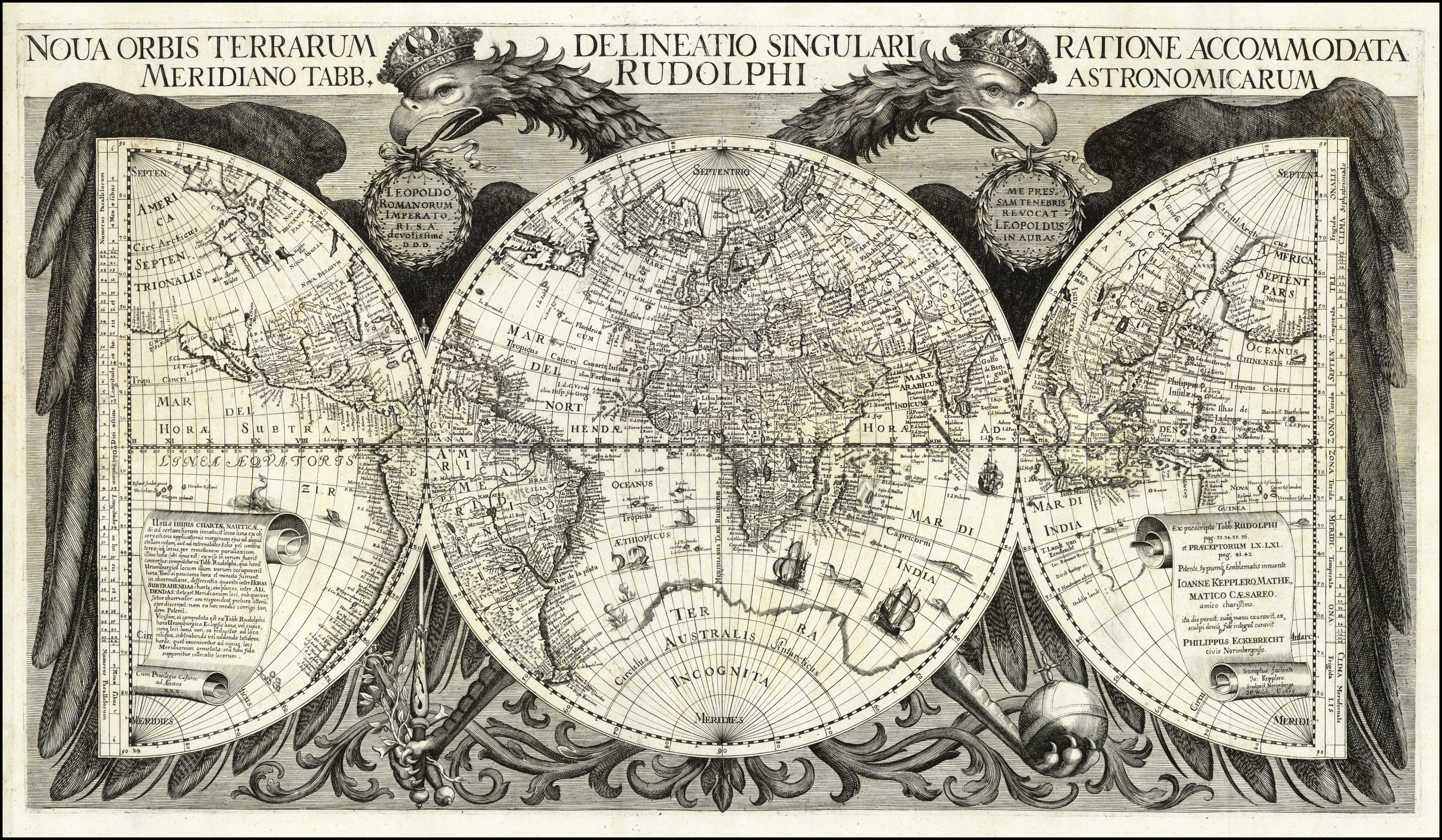
Карта мира, опубликованная в Рудольфовых таблицах.

Рудольфинские таблицы — последняя крупная работа Кеплера. Была опубликована в Ульме в 1627 году, куда Кеплер переехал вместе с семьей из Линца, договорившись об издании таблиц.
Рудольфинские таблицы были названы по имени императора Священной римской империи Рудольфа II. Это были первые таблицы движения планет, составленные с помощью логарифмических вычислений и на основе законов движения планет. Кеплер был первым, кто применил логарифмические вычисления в астрономии, и Рудольфинские таблицы он смог завершить только благодаря новому средству.
Свыше ста лет таблицы служили настольной книгой астрономов и мореплавателей.